# Oberaargletscher
Oberaargletscher är en glaciär i Schweiz. Den ligger i den centrala delen av landet. Oberaargletschers högsta punkt ligger 3 216 meter över havet. Arean är 5,0 kvadratkilometer.
Den högsta punkten i närheten är Roossehörner, 3 131 meter över havet, 1,1 km söder om Oberaargletscher.
Trakten runt Oberaargletscher består i huvudsak av kala bergstoppar och av andra glaciärer.